# Карпинета (Сијена)
Карпинета је насеље у Италији у округу Сијена, региону Тоскана.
Према процени из 2011. у насељу је живело 137 становника. Насеље се налази на надморској висини од 394 м.